# 2011年夏季世界大学生运动会中国香港代表团

中国香港代表团旗帜

2011年夏季世界大学生运动会中国香港代表团共派出105名运动员参赛，是历届大运会参赛人数最多的。一共参加15个项目的比赛。

## 獎牌榜
| 名次 | 代表團   | 金牌 | 銀牌 | 銅牌 | 總數 |
| ---- | -------- | ---- | ---- | ---- | ---- |
| 56   | 中國香港 | 0    | 0    | 3    | 3    |

## 奖牌获得者

### 铜牌
1. 女子個人佩劍：歐陽慧心
2. 女子跳馬：黃曉盈
3. 男子4×100米接力